# René Lévesque
René Lévesque (Campbellton (New Brunswick), 24 augustus 1922 – Montréal, 1 november 1987) was de 23ste premier van Québec (1976-1985) en oprichter van de politieke partij Parti Québécois (PQ).

## Levensloop
René Lévesque volgde onderwijs aan het Collège Saint-Charles-Garnier, een jezuïetenschool in Québec-stad. Tijdens de Tweede Wereldoorlog was hij oorlogsverslaggever in Londen voor de United States Army. Hij behoorde bij de eerste verslaggevers die het concentratiekamp van Dachau na de bevrijding betrad. Hij was verslaggever voor de Canadian Broadcasting Corporation tijdens de Koreaanse Oorlog in 1952.
Na zijn televisiecarrière stapte hij in 1960 over naar de politiek en werd lid van de Parti libéral du Québec. Na de verkiezingsnederlaag in 1966, het bezoek van de Franse president Charles de Gaulle aan Canada in 1967 en zijn fameuze speech Vive le Québec libre!, richtte hij in 1968 een nieuwe partij op; de Parti Québécois.
In 1976 won de partij de verkiezingen en werd Lévesque verkozen tot premier van Québec. In 1977 werd het Handvest van de Franse taal goedgekeurd. Met het [[]] probeerde hij de provincie Québec los te koppelen van de Canadese Confederatie, zonder succes. Naar het einde van zijn politieke mandaat streefde hij meer naar gelijke verstandhouding, dan naar onafhankelijkheid. Na de verkiezingen van 1985 verliet hij de politiek.